# Ben Moon
Ben Moon (* 13. Juni 1966) ist ein englischer Sportkletterer und Unternehmer.

## Erfolge
Er war Ende der 1980er und Anfang der 1990er Jahre einer der weltbesten Sportkletterer und Erstbegeher zahlreicher schwerer Kletterrouten. Mit 18 Jahren konnte er die Route Statement of Youth (8a franz.) erstbegehen. Ihm gelang mit Hubble am Raven Tor im Peak District die weltweit erste Route im Grad 8c+ (franz.), nach Aussage von Adam Ondra ist die Route sogar mit 9a (franz.) zu bewerten. Bekannt wurde er durch seine beiden Erstbegehungen Maginot Line und Agincourt (beide 8c franz.) in Frankreich aus dem Jahr 1989. Beide Routen wurden jahrelang von einheimischen Kletterern probiert, konnten aber nicht durchstiegen werden. Als es ihm gelang, benannte er die Routen provokant nach französischen Niederlagen in der Geschichte. 2004 gründete er die Kletterausrüstungsfirma Moon und später S7. Im Jahr 2015 gelang ihm mit der Wiederholung der Route Rainshadow eine weitere Route im Grad 9a franz.

## Erstbegehungen
- 1984: Statement of Youth, 8a franz.
- 1989: Maginot Line, 8c franz.
- 1989: Agincourt, 8c franz.
- 1990: Hubble, 8c+ franz.

## Filme
- The real thing (1996)
- Hard Grit (1998)
- Winter Sessions
- Stone Love (2001)

## Nachweise
1. ↑  https://www.ukclimbing.com/news/item.php?id=68903
2. ↑  www.ukclimbing.com

| Personendaten    | Personendaten             |
| ---------------- | ------------------------- |
| NAME             | Moon, Ben                 |
| KURZBESCHREIBUNG | britischer Sportkletterer |
| GEBURTSDATUM     | 13. Juni 1966             |